# Rickinghall Inferior
Rickinghall Inferior – civil parish w Anglii, w Suffolk, w dystrykcie Mid Suffolk. W 2011 civil parish liczyła 449 mieszkańców. Rickinghall Inferior jest wspomniana w Domesday Book (1086) jako Richingehalla/Rikinchala.